# Maangamizi: The Ancient One
Maangamizi: The Ancient One es una película tanzanza de 2001 dirigida por Martin Mhando y Ron Mulvihill y producida por el estadounidense Jonathan Demme. Fue estrenada en el Pan African Film Festival y se exhibió en más de cincuenta festivales alrededor del mundo. Fue seleccionada para representar a Tanzania en la categoría de mejor película extranjera en los Premios Óscar, hasta la fecha el único largometraje del país africano en optar por esta nominación.

## Sinopsis
La doctora Asira se enfrenta al contraste entre la medicina occidental y la espiritualidad tradicional del África Oriental cuando una mujer, Samehe, que está ingresada en un hospital psiquiátrico, afirma estar bajo el cuidado de Maangamizi, un misterioso y legendario chamán.

## Reparto
- Barbara O. Jones es la doctora Asira
- Amandina Lihamba es Samehe
- Samahani Kejeri es Simba Mbili
- Waigwa Wachira es el doctor Odhiambo
- Zainabu Bafadhili es Samehe joven
- Chemi Che-Mponda es Malika
- Janet Fabian es Francis
- Mwanajuma Ali Hassan es Bibi Maangamizi
- Kisaka A. Kisaka es Waigwa
- Mgeni es Asira joven
- Thecla Mjatta es Zeinabu
- Mona Mwakalinga es Mariamu
- Adam Mwambile es el doctor Moshi

## Premios y reconocimientos
Maangamizi: The Ancient One ganó el premio Golden Dhow en el Festival Internacional de Cine de Zanzíbar en 1998 y el premio Paul Robeson a la mejor película en el Festival de Cine Negro de Newark.